# Mittelstück
Das sogenannte Mittelstück ist eine Form des politischen Theaters und Kabaretts. Es wurde von Rudolf Weys zum ersten Mal Mitte der 1930er Jahre als neue Gattung des Wiener Kabaretts in Österreich definiert und von Jura Soyfer, einem österreichischen antifaschistischen Satiriker, als Form gewählt, um die Kleinkunst wesentlich zu modernisieren und weiterzuentwickeln.
Der Name Mittelstück spielt auf die Stellung als Kombination von Theater und Kabarett an. Rudolf Weys war Mitbegründer der renommierten Kleinkunstbühne „Literatur am Naschmarkt“ und später Hausautor des „Wiener Werkels“.

## Entwicklung
Ausgehend vom Arbeiterstück des 19. Jahrhunderts und dem Agitprop-Stück der 20er Jahre wurde das Kabarett von aneinandergereihten Einzelstücken und dem Revue-Theater im 20. Jahrhundert zu einer ernstzunehmenden Kunstform weiterentwickelt. Namen von Autoren, die wesentlich beigetragen haben, diese neue Kunstform zu entwickeln:
- Rosl Dorena
- Fritz Eckhardt
- Christl Räntz-Feldmann
- Jura Soyfer
- Rudolf Weys